# 查揆
查揆（1770年—1834年），又名初揆，字伯揆，号梅史，浙江海宁（今属嘉兴市）人，清朝诗人、学者、篆刻家。

## 生平
查揆有大志，嗜好读书、藏书。受阮元的赏识，被阮元尊为“诂经精舍翘楚”。
清朝嘉庆九年（1804年），查揆考中举人。因为当时在京的官员、学者钱大昕、法式善在读书时都曾向查揆借书、请教，所以二人都希望查揆能入京任职。查揆官至顺天蓟州知州。
查揆善于写诗文，笔调雄健。查揆写诗的风格受查慎行、厉鹗的影响，但很有个人风格，自成一家。

## 家族
祖父查昇。父查昌源。八世孙金庸

## 著作
- 《谷文鈔》 查揆 撰
- 《谷詩鈔》 查揆 撰
- 《笎谷文集》
- 《菽原堂集》
- 竹枝词《燕台口号一百首》